# Richard Eberhart
Richard Ghormley Eberhart (ur. 5 kwietnia 1904, zm. 9 czerwca 2005) – amerykański poeta.

## Życiorys
Twórca liryki moralistycznej o charakterze religijno-mistycznym. Nawiązywał do tradycji poezji angielskiej. Autor zbiorów wierszy i dramatów poetyckich. W 1966 roku otrzymał Nagrodę Pulitzera w kategorii Poezja za tom Selected Poems: 1930/65, a w 1977 National Book Award za Collected Poems: 1930/76.